# 1951年の政治
1951年の政治（1951ねんのせいじ）では、1951年（昭和26年）の政治分野に関する出来事について記述する。

## できごと

### 1月
- 1月1日 - マッカーサー元帥、年頭のメッセージで「1951年が講和の年であることを希望する」と声明。
- 1月3日 - ジョン・フォスター・ダレス米講和特使来日。
- 1月19日 - 日本社会党第7回党大会。中央執行委員長に鈴木茂三郎を選出。
- 1月20日
  - 自由党党大会。国内治安、海上保安力整備、警察制度改革を主張。
  - 国民民主党党大会。幹事長に三木武夫を選出。再軍備を主張。
- 1月25日 - ダレス特使再来日。吉田茂首相との第1回会談で対日講和7原則を提出。

### 2月
- 2月2日 - ダレス特使、日米集団安全保障・米軍駐留の講和方針を表明する。
- 2月10日 - 社会民主党結成。委員長に平野力三。
- 2月21日 - ダレス特使、離日。その後、フィリピン、オーストラリア、ニュージーランドを歴訪する。

### 3月
- 3月10日 - 幣原喜重郎死去。
- 3月24日 - マッカーサー元帥、「満州と中国沿岸を攻撃すれば、中華人民共和国は崩壊する」との見解を明らかにする。また、3月にジョセフ・マーチン下院議員（共和党下院院内総務）に国民政府軍の中国大陸上陸による第二戦線構築を内容とする書簡を送る。

### 4月

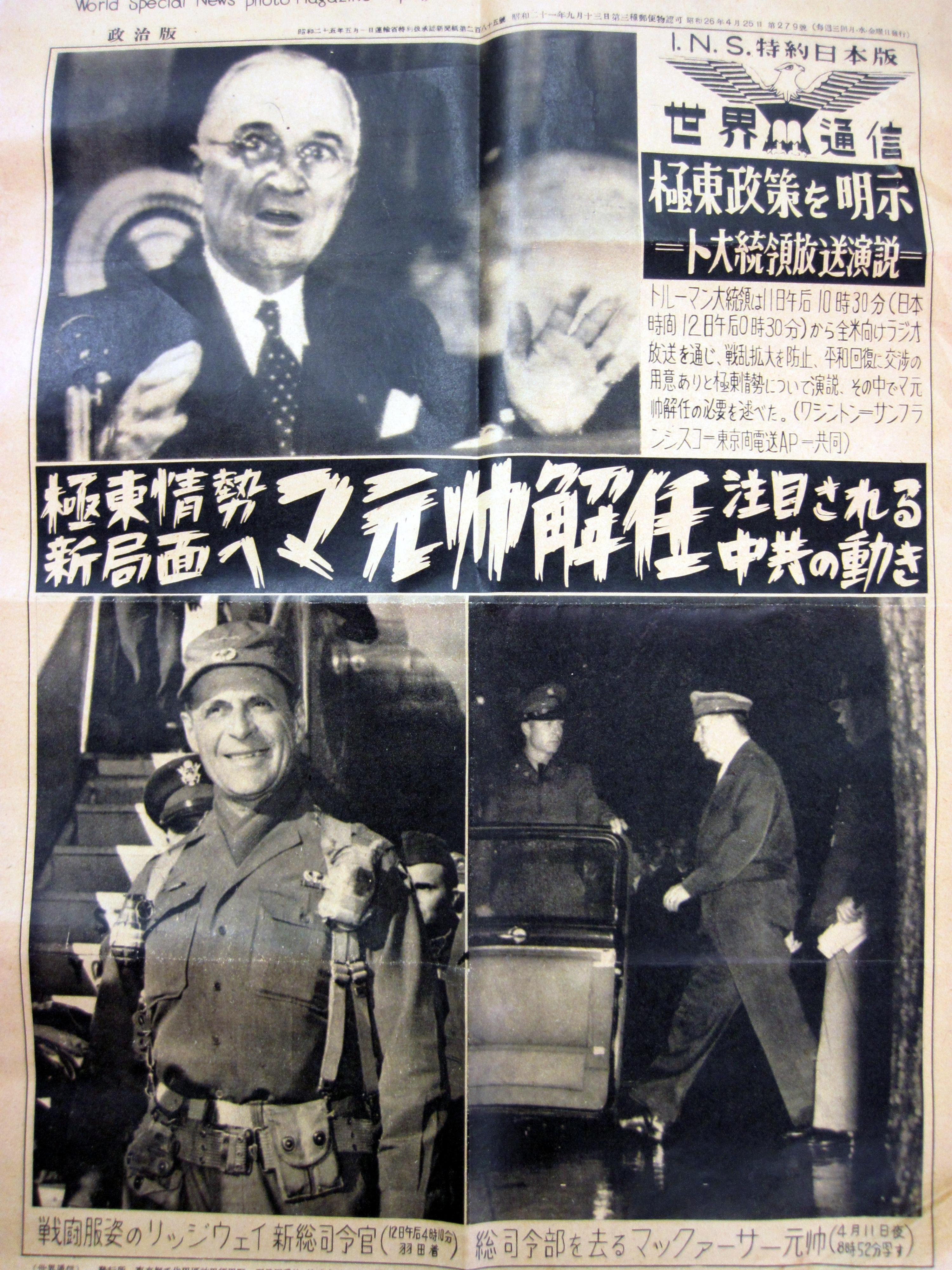
マッカーサー(右下)の解任を知らせる世界通信・政治版。

- 4月11日 - マッカーサー元帥、トルーマン米大統領によって連合国軍最高司令官を罷免される。後任はリッジウェイ中将。
- 4月16日
  - マッカーサー離日。
  - ダレス特使来日。
- 4月18日 - 吉田首相、ダレス特使、リッジウェイ中将、シーボルド対日理事会アメリカ代表が会談。
- 4月19日 - マッカーサー、ワシントンD.C.の上下院の合同会議に出席し、「老兵は死なず、ただ消え去るのみ（Old soldiers never die; they just fade away.）」と演説。
- 4月23日
  - 吉田・ダレス会談。
  - 第2回統一地方選挙前半戦。市区町村長及び市区町村議会議員選挙実施。
- 4月30日 - 第2回統一地方選挙後半戦。都道府県知事及び都道府県議会議員選挙実施。

### 5月

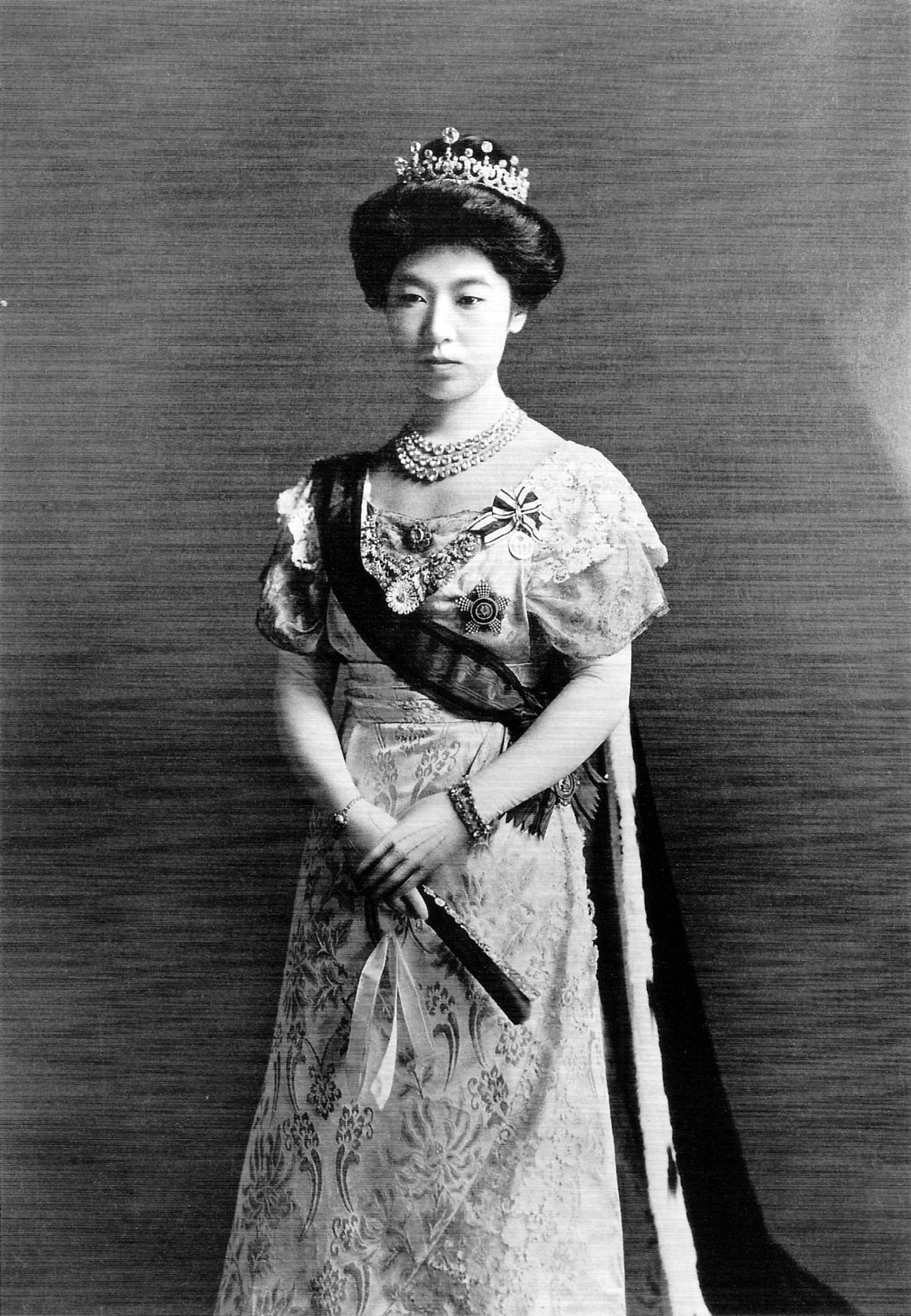
貞明皇后崩御。病身の夫君大正天皇を支え、養蚕、救癩事業に尽力した（画像は、1912年撮影）

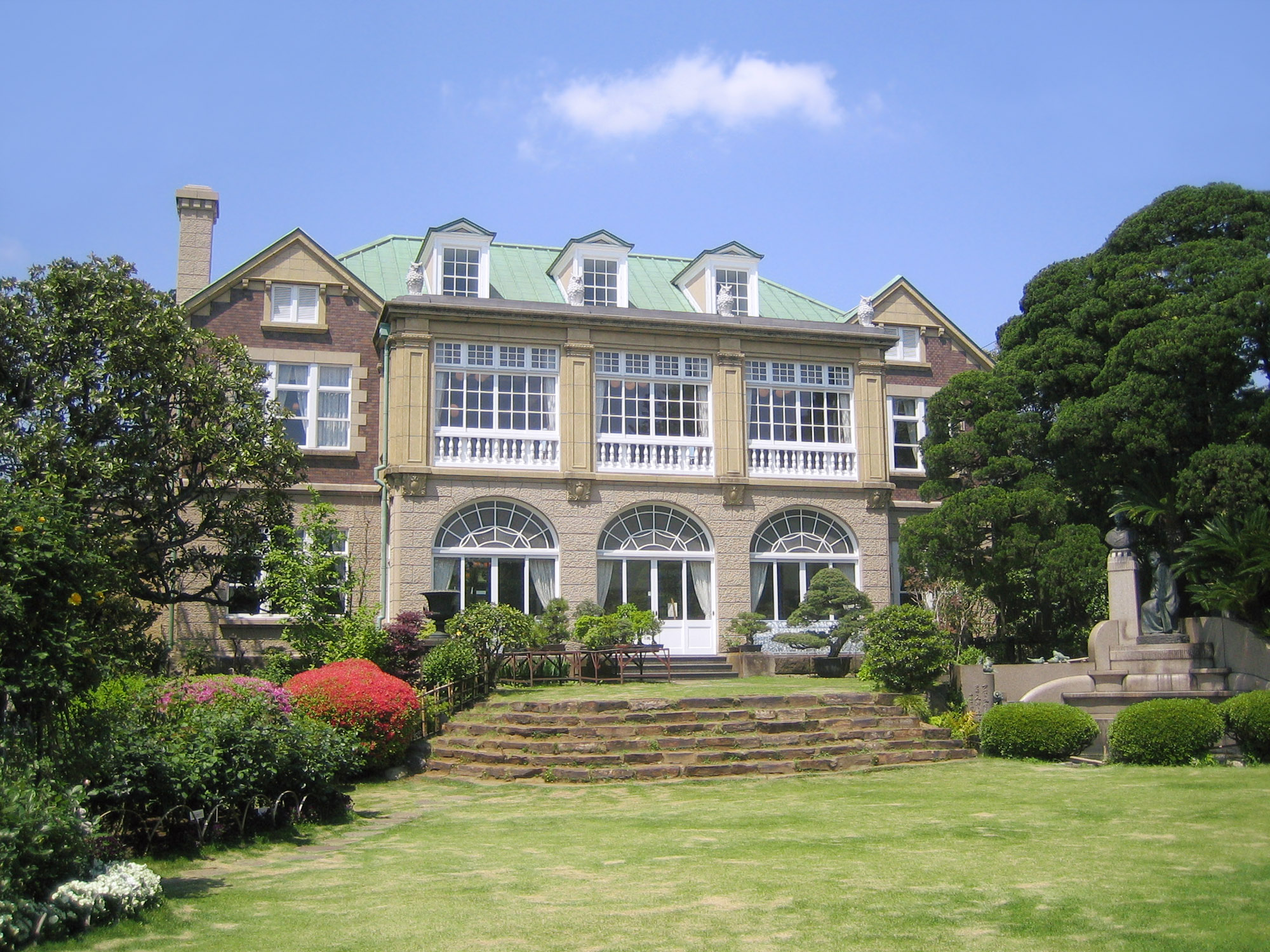
音羽御殿と称された鳩山一郎邸（現在の鳩山会館）

- 5月1日 - 政府、第22回メーデーの皇居前広場使用を禁止。
- 5月6日 - 政府、リッジウェイ指令（占領下諸法令の再検討）に基づき政令諮問委員会を設置し、公職追放解除、独占禁止法、労働法などの見直しを開始する。
- 5月7日 - ソ連、アメリカの作成した対日講和条約案に対する回答覚書の中で日本の中立を提案。
- 5月17日 - 皇太后節子崩御。

### 6月
- 6月2日 - 教育公務員法成立。
- 6月8日 - 皇太后節子に「貞明皇后」と追号。
- 6月11日 - 鳩山一郎、脳溢血の発作で倒れる。
- 6月16日 - GHQ、鳩山一郎ら73件のメモ・ケース撤回を政府に連絡。
- 6月17日 - フランス総選挙（英語版）でシャルル・ド・ゴールのフランス国民連合が第一党となる。
- 6月20日 - 三木武吉、石橋湛山、河野一郎ら2958名の公職追放解除。
- 6月21日 - 日本、ユネスコ、ILOに正式加盟。
- 6月26日 - 三木武吉、安藤正純、大久保留次郎、石井光次郎、岩淵辰雄らが東京音羽の鳩山邸に集まり、会談。
- 6月30日 - 6万3425名の公職追放解除。

### 7月
- 7月4日 - 第3次吉田内閣第2次改造内閣成立。
- 7月9日 - ダレス、吉田首相に書簡を送り、講和会議への吉田自身の出席と講和全権団の超党派構成を希望。
- 7月10日 - 朝鮮戦争、休戦会談開始。
- 7月20日
  - 米政府、49カ国にサンフランシスコ平和会議への参加を招請。
  - エルサレムを訪問中のヨルダン国王アブドゥッラー1世がパレスチナ人に暗殺される。
- 7月21日・23日・24日 - 自由党の増田甲子七幹事長、民主党、社会党、緑風会に講和全権委員の選出を申し入れ。
- 7月23日 - フィリップ・ペタン死去。
- 7月24日 - 公職資格審査委員会（委員長、殖田俊吉）、6543名の公職追放解除と1万3904名の非解除を決定。鳩山一郎の解除が決定。
- 7月31日 - 増田甲子七・三木武夫会談で臨時国会開会を条件に民主党の全権団参加を決定。

### 8月
- 8月3日 - 吉田首相と苫米地義三民主党最高委員長が会談。臨時国会開会と民主党からの全権団参加を正式決定。
- 8月6日 - 鳩山一郎ら公職追放解除。
- 8月12日 - ソ連政府、サンフランシスコ平和会議招請を受諾する回答。
- 8月16日 - 第11臨時国会召集（8月18日閉会）。
- 8月18日 - 講和全権団、国会の議決を経て正式決定。全権委員は吉田茂、星島二郎、苫米地義三、徳川宗敬、池田勇人、一万田尚登。全権代理は大野木秀次郎、吉武恵市、鬼丸義斉、伊達源一郎、松本六太郎。
- 8月19日 - 社会党右派、中間派の議員44名が統一懇談会を結成。

### 9月

サンフランシスコ平和条約に調印する吉田茂とそれを見守る日本全権団

- 9月4日 - サンフランシスコ講和会議始まる。
- 9月7日 - 吉田茂全権、講和条約受諾演説。
- 9月8日 - サンフランシスコ平和条約・（旧）日米安全保障条約調印。

### 10月
- 10月1日から4日 - 社会党中央執行委員会開催。条約承認について党議決定方法に関し左右両派が対立。
- 10月4日
  - 社会党中執委採決で講和条約賛成・安保条約反対に決定。
  - 出入国管理令公布。
- 10月10日 - 第12臨時国会召集（11月30日閉会）。
- 10月10日 - 社会党第8回党大会。
- 10月24日 - 社会党臨時党大会。条約承認の賛否をめぐり、社会党は左右両派に分裂。
- 10月26日 - 衆議院、サンフランシスコ平和条約、日米安保条約締結を承認。
  - サンフランシスコ条約賛成307票、反対47票。安保条約賛成289票、反対71票。
- 10月末まで、12万0261名の公職追放解除が決定。

### 11月
- 11月1日 - 出入国管理令実施。
- 11月18日 - 参議院、サンフランシスコ平和条約締結を承認、内閣が批准。
  - サンフランシスコ条約賛成174票、反対45票。安保条約賛成147票、反対76票。
- 11月23日 - 日米行政協定交渉のため、米国務省のラスク次官補が来日。

### 12月
- 12月10日 - 第13国会召集（1952年7月31日閉会）。
- 12月19日 - 吉田首相、「昭和27年は、過去6年を通じて最も重大な年」と言明し、政権継続を表明。
- 12月24日 - リビアがイタリアから独立。
- 12月25日 - 第3次吉田内閣第3次改造内閣発足。
- 12月30日 - GHQ、全戦犯の管理を日本政府に移管と発表。

この年、イスラエルは｢帰還法｣｢不在者財産法｣の二法を制定。